# Mesoligia insulicola
Mesoligia insulicola är en fjärilsart som beskrevs av Otto Staudinger 1871. Mesoligia insulicola ingår i släktet Mesoligia och familjen nattflyn. Inga underarter finns listade i Catalogue of Life.